# Беллингем, Джон
Джо́н Бе́ллингем (англ. John Bellingham), (1769 — 18 мая 1812) — английский предприниматель, известный как убийца британского премьер-министра Спенсера Персиваля.

## Молодость
До настоящего времени дошло мало документальных свидетельств жизни Белингема, поэтому многие детали его молодости доподлинно неизвестны. В основном, дошедшие сведения о его жизни — это воспоминания друзей и семьи.
Известно, что Беллингем родился в городе Сент-Ниотс и в четырнадцатилетнем возрасте был отдан на учёбу ювелиру в Лондон. Два года спустя он был послан на судно «Хартвелл», следовавшее из Грэйвсенда в Китай, для службы гардемарином. 22 мая 1787 года на корабле вспыхнул мятеж, судно село на мель и затонуло. О следующих нескольких годах его жизни ничего не известно. В 1794 году некий Джон Беллингем открывает оловянную лавку в Лондоне, но вскоре его бизнес прогорает и его признают банкротом. Впоследствии не было установлено, что это был тот самый Джон Беллингем. Однако точно известно, что в конце 1790-х он работает клерком в одном из офисов Лондона, и предположительно в 1800 году как торговый представитель отправляется в Архангельск. В 1802 году возвращается в Англию и работает брокером в Ливерпуле, женится в 1803 году, а в 1804 году снова возвращается в Архангельск торговым представителем.

## Пребывание в России
Осенью 1803 года в Белом море затонуло российское судно «Союз», застрахованное компанией «Ллойд». В том же году владельцы судна (семья Ван Бринен, вероятно голландские торговцы) попытались получить страховку, но компания «Ллойд» отказала им в выплате, мотивируя это получением анонимного письма, в котором указывалось, что гибель судна вызвана саботажем. Соломон Ван Бринен предположил, что автором этого письма был Джон Беллингем, владевший частью груза, перевозимого «Союзом», и решил отомстить ему. Ван Бринен потребовал от английской компании, представителем которой был Беллингем, уплаты долга в 4890 рублей. 16 ноября 1804 года, накануне отъезда в Англию, у Беллингема по навету Ван Бринена был изъят дорожный паспорт, вследствие чего его выезд из России стал невозможен. Также Соломон Ван Бринен убедил губернатора Архангельска заключить Беллингема под стражу. Джон Беллингем немедленно обратился к послу Великобритании лорду Гренвиллу Левесон-Гуверу с просьбой вмешаться в его дело и оказать помощь в его освобождении, но лорд Гренвилл от имени правительства Великобритании отказал ему в прошении.
Год спустя Беллингем сумел освободиться и добрался до Санкт-Петербурга, где попытался привлечь к ответственности генерал-губернатора Архангельска И. И. Ферстера, но это побудило российские власти вновь заключить его в тюрьму, на этот раз за его «тайный отъезд» из Архангельска. 
Вновь на свободе он оказался только в 1809 году. Из тюрьмы он вышел глубоко подавленным, но не менее озлобленным человеком. Его выпустили из заключения, но не разрешали выехать из России, от отчаяния он лично подал прошение императору Александру I и вскоре получил разрешение на выезд. В Англию он прибыл в декабре 1809 года.

## Возвращение в Англию
По возвращении в Англию Беллингем стал подавать прошения правительству Великобритании о компенсации за его злоключения в России, но ему было отказано (Великобритания порвала дипломатические отношения с Россией в 1808 году). В отчаянии он лично обратился к премьер-министру Великобритании Спенсеру Персивалю, но премьер отказал ему, мотивируя тем, что для компенсации нет никаких оснований. Беллингем ещё долго обращался в различные органы власти и организации, но везде получал отказ. Вскоре жена убедила его оставить попытки получить компенсацию и вернуться на работу.

## Убийство Спенсера Персиваля
В 1812 году Беллингем возобновил попытки получить компенсацию, но опять ему было отказано. 18 апреля он лично пришёл в офис Министерства иностранных дел, где государственный служащий разъяснил ему, что все его прошения бесполезны и в компенсации отказано навсегда. Но Беллингем к этому моменту был уже готов к мести и только укрепился в своих планах.
20 апреля он покупает 12,7 мм пистолет в оружейном магазине Беквита и обращается к портному с просьбой пришить к его пальто секретный карман. В эти дни Беллингема уже часто замечают в здании Палаты общин.
11 мая он со своим другом и его семьёй посетил выставку акварельной живописи. По пути он сообщил, что у него есть некоторые дела, и ему нужно ненадолго отлучиться. Беллингем направился к Парламенту и стал дожидаться премьер-министра Спенсера Персиваля на лавке во внутреннем помещении здания. При появлении премьера он подошёл к нему и выстрелил в упор в сердце, не вынимая пистолета из секретного кармана. Не предприняв попытки скрыться, Беллингем развернулся и присел на ту же лавку, где был тут же задержан представителем Ливерпуля в парламенте Исааком Гаскойном.
13 мая Беллингем уже давал показания в суде Олд Бейли. Он заявил, что предпочёл бы убить английского посла в России, но для него это было неосуществимо, из-за чего ему пришлось убить представителя власти, олицетворявшего для него все беды, приключившееся с ним. Во время судебного следствия была выдвинута версия о его невменяемости, но судья сэр Джеймс Мэнфилд счел его вменяемым и приговорил к смертной казни через повешение. Приговор был приведён в исполнение в понедельник 18 мая 1812 года. По свидетельствам современников, народ, собравшийся на казнь, выражал сочувствие к приговорённому, обвиняя во всём произошедшем английские власти и считая, что Джон Беллингем был всего лишь жертвой обстоятельств и доведён до отчаяния бездействием властей. По тем же свидетельствам, многочисленными благодетелями оказывалась материальная помощь его жене и детям, и общее их благосостояние стало значительно лучше, чем при жизни Джона Беллингема.

## Прочее
Убийство Спенсера Персиваля было единственным успешным покушением на жизнь британского главы правительства.